# 16761 Hertz
16761 Hertz este o planetă minoră (asteroid), cu un diametru de , din centura de asteroizi. A fost descoperită pe 3 octombrie 1996 la osservatorio di Pianoro⁠(d) de Vittorio Goretti⁠(d) și a fost numită după Heinrich Hertz. 
Obiectul prezintă o orbită caracterizată de o semiaxă mare de 2,6639111 UAi, o excentricitate de 0,18, o înclinație de 12,26031 ° în raport cu ecliptica.